# Älskarinnan
Älskarinnan (br: A Amante Sueca) é um filme de drama romântico sueco de 1962 dirigido por Vilgot Sjöman.
Foi selecionado como representante da Suécia à edição do Oscar 1963, organizada pela Academia de Artes e Ciências Cinematográficas.

## Sinopse
A trama é limitada ao período de um ano, tempo em que uma jovem se relaciona com um homem casado até o dia em que rompe com ele para iniciar uma nova vida.

## Elenco
- Bibi Andersson - garota
- Birger Lensander - condutor
- Per Myrberg - garoto
- Gunnar Olsson
- Birgitta Valberg
- Max von Sydow
- Öllegård Wellton